# Betépve
A Betépve (eredeti cím: Blow) Ted Demme rendező 2001-ben bemutatott bűnügyi filmdrámája. A forgatókönyvet David McKenna és Nick Cassavetes írta Bruce Porter 1993-as Blow: How a Small Town Boy Made $100 Million with the Medellin Cocaine Cartel and Lost It All című könyvéből. A film igaz történeten alapul, George Jung életét mutatja be. A főszerepet Johnny Depp játssza.
A magyar mozibemutató 2001. augusztus 30-án volt.

## Cselekmény
George Jung (Johnny Depp) kezdetben még kicsiben játszik – először csak marihuanát árusít -, ám az üzlet várakozáson felül teljesít. Aztán George-ot lecsukják, innen viszont egyenes út visz a csúcs felé, merthogy a korrekciós börtön a legjobb iskola, ahonnan kikerülve áttér a kokain nagybani terjesztésére. Ezután pedig már csak egy lépés, hogy a legnagyobb kolumbiai kokainkereskedő bizalmasa és legfőbb amerikai üzletfele legyen. Az üzlet évekig gond nélkül megy, amivel dollármilliókat keresnek a résztvevők.
Azonban a barátok árulása után jön az anyagi bukás, a családja széthullása, majd a 60 év börtönbüntetés. George legnagyobb szívfájdalma mégsem ez, hanem hogy nem tudta megtartani a kislányának tett ígéretét, hogy együtt elutazzanak Kaliforniába.

## Szereplők
| Szereplő                               | Színész           | Magyar hang          |
| -------------------------------------- | ----------------- | -------------------- |
| George Jung                            | Johnny Depp       | Stohl András         |
| Mirtha Jung, George későbbi felesége   | Penélope Cruz     | Németh Borbála       |
| Diego Delgado                          | Jordi Mollà       | Rátóti Zoltán        |
| Fred Jung, George apja                 | Ray Liotta        | Szabó Sipos Barnabás |
| Derek Foreal                           | Paul Reubens      | Bardóczi Attila      |
| Barbara Buckley, George első barátnője | Franka Potente    | Schell Judit         |
| Ermine Jung                            | Rachel Griffiths  | Juhász Judit         |
| Tuna                                   | Ethan Suplee      | Besenczi Árpád       |
| Pablo Escobar                          | Cliff Curtis      | Gesztesi Károly      |
| Augusto Oliveras                       | Miguel Sandoval   | Orosz István         |
| Leon Minghella                         | Kevin Gage        | Bácskai János        |
| Kevin Dulli                            | Max Perlich       | Józsa Imre           |
| fiatal George Jung                     | Jesse James       | Baráth István        |
| Alessandro                             | Miguel Pérez      | Várkonyi András      |
| Cesar Toban                            | Dan Ferro         | Gergely Róbert       |
| Sanchez                                | Tony Amendola     | Papp János           |
| Mr. T                                  | Bobcat Goldthwait | Bicskey Lukács       |
| Dr. Bay                                | Michael Tucci     |                      |
| Maria                                  | Monet Mazur       | Solecki Janka        |
| Kristina Jung , George lánya           | Jaime King        | Czető Zsanett        |